# 伯氏擬無齒脂鯉
伯氏擬無齒脂鯉（学名：Pseudocurimata boehlkei），為輻鰭魚綱脂鯉目脂鯉亞目無齒脂鯉科的其中一個種，分布於南美洲厄瓜多埃斯梅拉達河與聖地牙哥河流域，體長可達10.9公分，棲息在底中層水域，以生活習性不明。